# فهرست پارک‌های باکو
در باکو، پایتخت جمهوری آذربایجان و در مناطق اطراف آن پارک‌های زیبای بسیار زیادی وجود دارد. این پارک‌ها علاوه بر مکان خوبی برای گذراندان وقت فراغت مردم، همچنین جهت حفاظت از تنوع زیستی نقش مهمی دارند. لیست پارک‌های موجود در باکو به شرح ذیل است:
| نام                 | توضیحات | تصویر |
| ------------------- | --- | ----- |
| بلوار باکو          | بلوار باکو(به ترکی آذربایجانی: Bakı bulvarı یا Dənizkənarı Milli Park)، همچنین شناخته شده به‌عنوان پارک ملی یک تفرجگاه می‌باشد که در سال ۱۹۰۹ به موازات دریای خزر در باکو پایتخت جمهوری آذربایجان تأسیس شده‌است. این پارک در حدود ۵ کیلومتر و ۶۰۰ متر در سواحل جنوبی دریای خزر یعنی از میدان ملی پرچم تا میدان آزادی باکو کشیده شده‌است. |       |
| باغ فیلارمونیک      | باغ فیلارمونیک (به ترکی آذربایجانی: Filarmoniya bağı) در سال ۱۸۳۰ میلادی پیریزی شده‌است. این باغ همچنین برای مدت مدیدی «باغ فرماندار» نیز نام داشته‌است. |       |
| میدان فانتین        | این میدان با چند فواره زیبا در مرکز شهر باکو قرار گرفته، در کنار این میدان صنایع دستی آذربایجان برای خرید وجود دارد. این میدان در سال ۱۸۶۸ میلادی تأسیس و در سال ۲۰۱۰ مجدداً بازسازی گردیده‌است. میدان فانتین یا به عبارتی میدان فواره‌های باکو میدانی با چندین فواره زیبا که تقریباً در مرکز شهر باکو قرار دارد. این میدان و بلوار اطرافش مکانی برای گذراندن تعطیلات آخر هفتهٔ مردم محلی و جاذبه‌ای برای گردشگران در تمام طول سال است. در اطراف این میدان و خیابان کناری‌اش که دور بزنید می‌توانید صنایع‌دستی آذربایجان را برای سوغات بخرید. همچنین در نزدیکی میدان چندین کافه هم برای صرف چای و نوشیدنی‌های دیگر موجود است. |       |
| باغ خاقانی          | باف خاقانی (به ترکی آذربایجانی: Xaqani bağı) یکی از کهن‌ترین پارک‌های باکو می‌باشد که تاریخ تأسیس آن به سال ۱۸۷۰ میلادی بر می‌گردد. این باغ به نام «باغ مولوکان» نیز شناخته می‌شود. |       |
| بام باکو            | بام باکو(به ترکی آذربایجانی: Dağüstü Park) در دوران شوروی سابق «پارک کیروف» نام داشت. این پارک در سال ۲۰۱۳ کاملاً بازسازی گردیده‌است. این پارک در مرتفع‌ترین جایگاه باکو قرار دارد و از آنجا می‌توان تمام شهر را تماشا کرد. |       |
| پارک افسران         | پارک افسران (به ترکی آذربایجانی: Zabitlər Parkı) برای نثار احترام به یاد شهدای جنگ جهانی دوم تأسیس شده‌است. پس از پایان جنگ نام «هزی اصلانوف»، فهرمان اتحادیه شوروی را به یدک می‌کشید. در سال ۲۰۱۱ میلادی پس از بازسازی کامل در اختیار مردم قرار داده شد. |       |
| پارک ساحل           | پارک ساحل (به ترکی آذربایجانی: Sahil Parkı) که در دوران شوروی اسبق تأسیس شده‌است، در ابتدا «میدان بیست و شش کمیسار باکو» نامیده می‌شد. در بال ۲۰۰۹ میلادی، پس از بازسازی‌های جامع نما و زیبایی جدیدی کسب کرد. |       |
| پارک صمد وورغون     | پارک صمد وورغون (به ترکی آذربایجانی: Səməd Vurğun Bağı)، یکی از کهن‌ترین پارک‌های باکو می‌باشد که، در سال ۱۸۸۲ میلادی تأسیس شده‌است. در سال ۱۹۶۱ میلادی مجسمه شاعر (صمد وورغون) که از سوی مجسمه‌ساز آذربایجانی «ف. عبد الرحمانف» و معمار «م. حسینف» ساخته شده بود، نصب شد. |       |
| پارک دَده قُرقود      | پارک دَده قُرقود(به ترکی آذربایجانی: Dədə Qorqud Parkı) یکی از پارک‌های مدرن باکو می‌باشد که در سال ۲۰۱۳ میلادی تأسیس شده‌است. پارک دارندهٔ دریاچه مصنوعی و آبشاری به مساحت ۳ هکتار می‌باشد. |       |
| پارک حسین جاود      | پارک حسین جاود(به ترکی آذربایجانی: Hüseyn Cavid Parkı) در نزدیکی ایستگاه متروی «علملَر» قرار دارد. در سال ۱۹۹۳ میلادی در وسط پارک مجسمه حسین جاود، شاعر نابغه آذربایجانی نصب شده‌است. |       |
| باغ گیاه‌شناسی مرکزی | باغ گیاه‌شناسی مرکزی با حمایت دانشکدهٔ گیاه‌شناسی در سال ۱۹۳۵ میلادی تأسیس گردیده‌است. مساحت کل این پارک ۱۶ هکتار می‌باشد. |       |
| پارک مردکان         | پارک مردکان واقع در شبه جزیره آبشوران باغ شخصی «مرتضی مختارف»، خیّر و میلبونر نفتی در بین سال‌های ۱۸۹۵–۱۹۲۰ میلادی بوده‌است. این پارک دارای مساحتی ۲۴ هکتار می‌باشد. این باغ در سالهای ۲۰۰۵ و ۲۰۰۹ میلادی به ترتیب در «باغ‌های گیاه‌شناسی جهان» و «جامعه گیاه‌شناسی آمریکا» به عضویت درآمده است. |       |